# Agios Georgios (Lasithi)
Agios Georgios ist ein Dorf in der Lasithi-Hochebene auf der griechischen Insel Kreta. Es hat 490 Bewohner und ist das zweitgrößte Dorf der Hochebene, bis 1970 war es das größte Dorf des Kreises Lasithi.
Der Name des Dorfes leitet sich von dem Heiligen St. Georg (Agios Georgios) ab.
Die Gemeinde besitzt eine Grundschule, einen Kindergarten, eine Apotheke, einige kleinere Hotels und eine agrotouristische Anlage, den Lasinthos Eco Park. An Sehenswürdigkeiten gibt es ein Volkskunde-Museum und das Eleftherios-Venizelos-Museum.
Vom Dorf aus kann man auf den Berg Dikti wandern. Zuerst erreicht man die Limnakaro-Hochebene und danach den Gipfel Spathi auf 2148 m Höhe. Mitten im Dorf verläuft der europäische Fernwanderweg E4, der von Kastelli nach Kato Zakros führt.

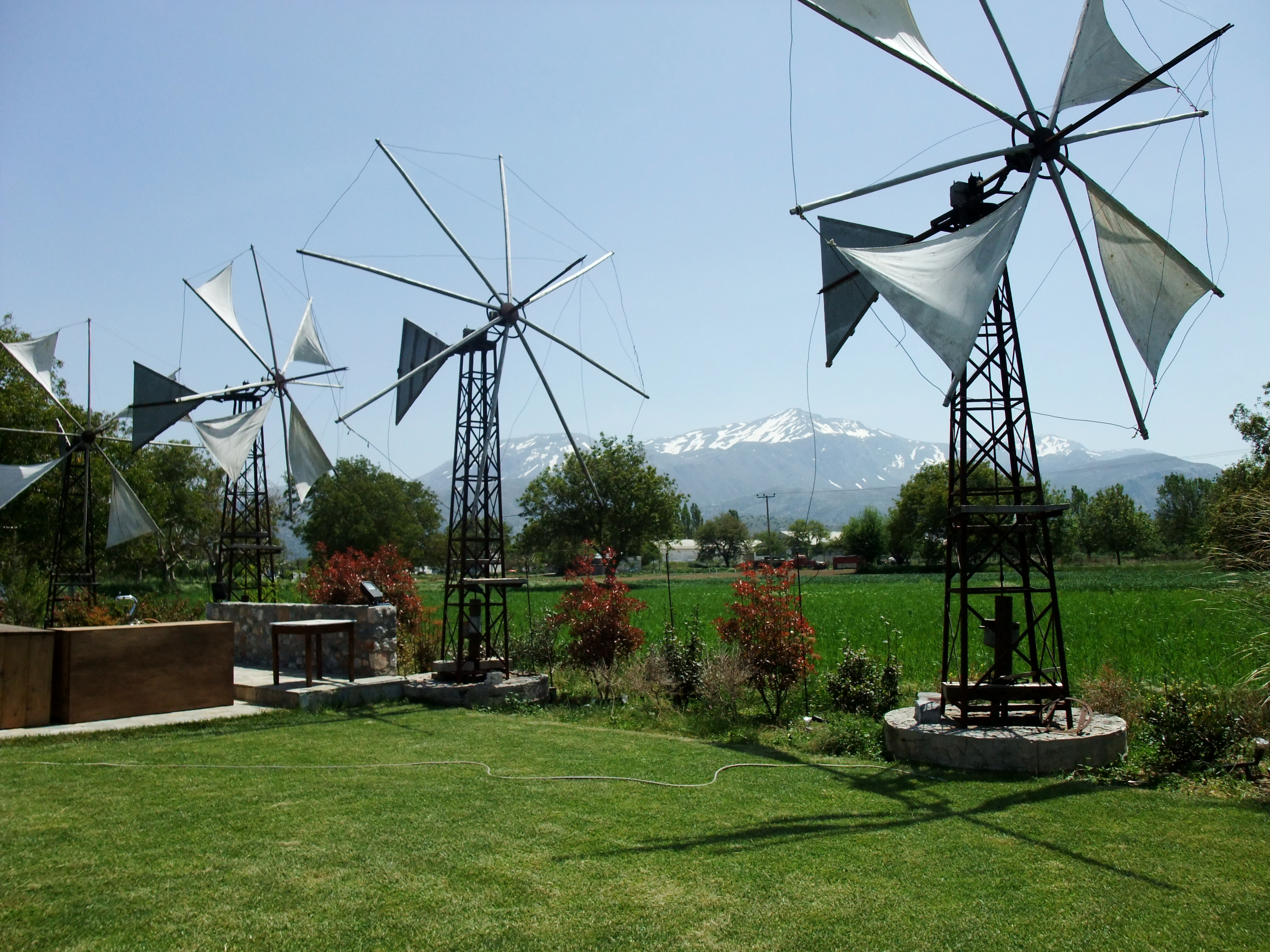
Windräder bei Agios Georgios

Auf der Lasithi-Hochebene befinden sich interessante Höhlen, wie die Zeus-Höhle in Psychro und die kleinere Apostolis-Höhle (Σπήλαιο του Αποστόλη) in Agios Georgios. Die Hochebene ist berühmt für ihre zahlreichen Windräder, die der Bewässerung der Felder dienten.